# Najadat
I Najadāt furono i seguaci kharigiti di Najda b. ʿĀmir al-Hanafī al-Harūrī, un esponente arabo della tribù dei Banū Hanīfa che si ribellò verso il 682 nella regione araba della Yamāma.
Sembra che costoro inizialmente appoggiassero l'anti-califfo ʿAbd Allāh b. al-Zubayr contro il Califfo omayyade ʿAbd al-Malik b. Marwān, difendendo con lui la città di Mecca posta sotto assedio dal generale omayyade al-Hajjāj b. Yūsuf (poi potentissimo wālī di Kufa) e s'impadronissero quindi nel 685 del Bahrein, elevando la città di Qatīf a loro capitale.
Presero una strada diversa rispetto ai più estremisti azraqiti, al contrario di essi, infatti, i najadāt non ritenevano lecito l'assassinio politico né ritenevano rinnegati chi non li seguisse.
Dopo un fallito tentativo di conquistare Basra, presero alcune regioni dell'ʿOmān e dello Yemen: aree tutte alquanto periferiche e perciò più idonee di altre per evitare le dure reazioni delle forze califfali.
Nell'avviare la conquista del Hijāz dopo la sconfitta di ʿAbd Allāh b. al-Jubayr, dovettero subire però il contrasto portato contro di loro da ʿAbd Allāh b. ʿAbbās, cugino del profeta Muhammad e una spaccatura ideologica all'interno delle loro file fra chi era favorevole al proseguimento di una lotta senza quartiere contro gli "usurpatori" omayyadi e chi invece era favorevole a un accordo di massima con Damasco.
I più oltranzisti, al comando di ʿAtiya al-Hanafī, si rifugiarono nelle regioni iraniche del Sigistān (Sīstān), assumendo la denominazione di ˁAtawiyya mentre una parte ancor più radicale assassinò Najda per cercare poi l'urto col califfo omayyade ʿAbd al-Malik b. Marwān, venendo sconfitti da lui nel 693 nella battaglia di Mushahhar.